# Infrarothintergrund
Beim Infrarothintergrund handelt es sich um eine extragalaktische Hintergrundstrahlung – also eine isotrope, nicht punktförmige Strahlung – im fernen Infrarot. Er wurde 1996 in den Daten des DIRBE-Experiments auf dem Satelliten COBE entdeckt.
Der Infrarothintergrund entsteht vermutlich durch die Überlagerung der Emission vieler ferner Infrarotgalaxien. Tatsächlich konnten mit dem Infrared Space Observatory etwa 10 % dieses Hintergrunds in einzelne Galaxien aufgelöst werden. Mit dem Instrument PACS an Bord des Herschel Space Observatory soll das für über die Hälfte des Hintergrunds gelingen. Mit 30 Stunden Beobachtungszeit im Oktober 2009 konnte PACS in einem kleinen Himmelsausschnitt bereits etwa 60 Prozent des kosmischen Infrarothintergrunds in einzelne Quellen auflösen.